# Wellingara
Wellingara – miasto w Gambii, w jednostce administracyjnej Western Division, ok. 11 tys. mieszkańców (2006). Przemysł spożywczy, włókienniczy.

## Źródło
- https://archive.is/20121204142112/http://www.world-gazetteer.com/